# والتر إيفانز إيدج
والتر إيفانز إيدج هو دبلوماسي وسياسي أمريكي، ولد في 20 نوفمبر 1873 في فيلادلفيا في الولايات المتحدة، وتوفي في 29 أكتوبر 1956 في مانهاتن في الولايات المتحدة. نشط حزبياً في الحزب الجمهوري.

## مناصب
- انتخب عضو مجلس الشيوخ الأمريكي [الإنجليزية]‏ عن دائرة New Jersey Class 2 senate seat ‏ وقد انضم خلال فترته النيابية [الإنجليزية]‏ (4 مارس 1929 – 21 نوفمبر 1929) للكتلة البرلمانية الحزب الجمهوري.
- انتخب عضو مجلس الشيوخ الأمريكي [الإنجليزية]‏ عن دائرة New Jersey Class 2 senate seat ‏ وقد انضم خلال فترته النيابية [الإنجليزية]‏ (4 مارس 1927 – 4 مارس 1929) للكتلة البرلمانية الحزب الجمهوري.
- انتخب عضو مجلس الشيوخ الأمريكي [الإنجليزية]‏ عن دائرة New Jersey Class 2 senate seat ‏ وقد انضم خلال فترته النيابية [الإنجليزية]‏ (4 مارس 1925 – 4 مارس 1927) للكتلة البرلمانية الحزب الجمهوري.
- انتخب عضو مجلس الشيوخ الأمريكي [الإنجليزية]‏ عن دائرة New Jersey Class 2 senate seat ‏ وقد انضم خلال فترته النيابية [الإنجليزية]‏ (4 مارس 1923 – 4 مارس 1925) للكتلة البرلمانية الحزب الجمهوري.
- انتخب عضو مجلس الشيوخ الأمريكي [الإنجليزية]‏ عن دائرة New Jersey Class 2 senate seat ‏ وقد انضم خلال فترته النيابية [الإنجليزية]‏ (4 مارس 1921 – 4 مارس 1923) للكتلة البرلمانية الحزب الجمهوري.
- انتخب عضو مجلس الشيوخ الأمريكي [الإنجليزية]‏ عن دائرة New Jersey Class 2 senate seat ‏ وقد انضم خلال فترته النيابية [الإنجليزية]‏ (4 مارس 1919 – 4 مارس 1921) للكتلة البرلمانية الحزب الجمهوري.
- انتخب سفير.
- انتخب قائمة سفراء الولايات المتحدة لدى فرنسا (21 نوفمبر 1929 – 4 مارس 1933).
- انتخب حاكم نيو جيرسي [الإنجليزية]‏ (15 يناير 1917 – 16 مايو 1919).
- انتخب عضو مجلس ولاية نيوجيرسي ‏.
- انتخب عضو جمعية نيوجيرسي العامة ‏.
- انتخب عضو مجلس الشيوخ الأمريكي [الإنجليزية]‏ (19 مايو 1919 – 21 نوفمبر 1929).

## وصلات خارجية
- والتر إيفانز إيدج على موقع الموسوعة البريطانية (الإنجليزية)